# Pieza kake
Pieza kake is een vliegensoort uit de familie van de Mythicomyiidae. De wetenschappelijke naam van de soort is voor het eerst geldig gepubliceerd in 2002 door Neal Evenhuis. De naam is een woordspeling op de uitdrukking "piece of cake". Neal Evenhuis staat bekend om zijn vaak humoristische manier van naamgeving; hij noemde in dit geslacht bijvoorbeeld ook de soorten Pieza pi en Pieza deresistans.